# Сен, Набин Чандра
Набин Чандра Сен (бенг. নবীনচন্দ্র সেন; 10 февраля 1847 — 23 января 1909, Калькутта, Британская Индия) — бенгальский поэт, писатель, переводчик Британской Индии.

## Биография
Происходил из состоятельной семьи Сен. Родился в селе близ г. Читтагонг.
Образование получил в монастырской школе и колледже (ныне Энциклопедический школа), закончив которую в 1863 году, поступил в Президенс-колледж в Калькутте, где изучал право с 1865 г.
В 1868 году получил степень бакалавра в колледже шотландской церкви при университете Калькутты. Вскоре после этого стал работать в колониальной администрации, устроился в Высший суд в качестве помощника судьи. На этой должности он проработал до 1 июля 1904 года, когда вышел в отставку.
В 1894 г. — первый вице-президент литературного общества Бенгалии (Bangiya Sahitya Parishad) (президентом был Ромеш Чандер Датт, вторым вице-президентом —Рабиндранат Тагор)
Умер в Калькутте в 1909 году.

## Творчество

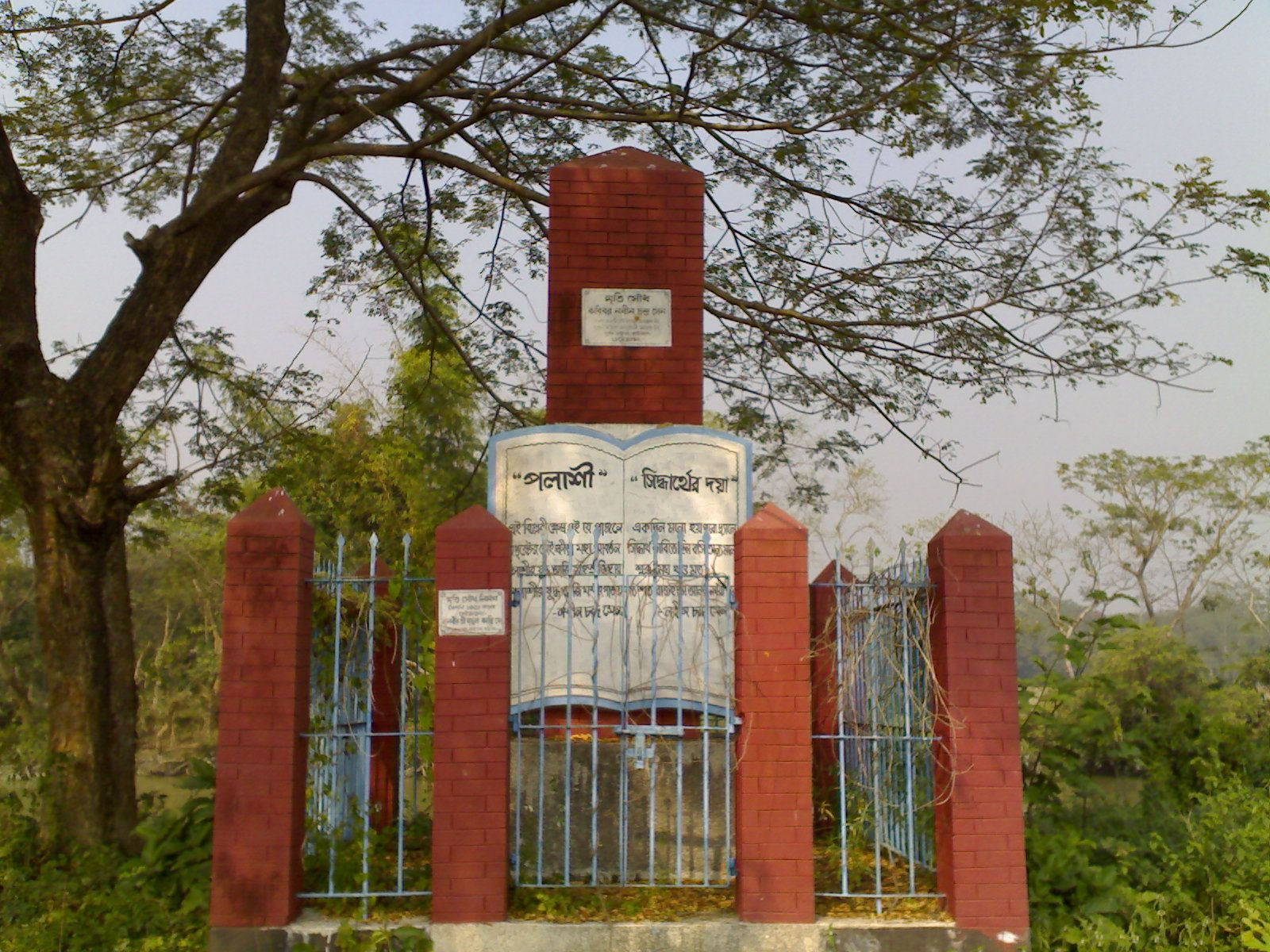
Могила Набина Чандры Сена

Набин Чандра Сен считается одним из величайших индийских поэтов до Рабиндраната Тагора.
Первый сборник поэзии был опубликован в 1871 г. Второй объёмный сборник стихов «Palashir Juddha» вышел в свет в 1875 г.
Поэзия Сена, в основном, посвящена патриотической тематике, необходимости возрождения Индии. Поэт изображает Индию в образе богини Кали, требует от её сыновей-рыцарей утолить кровью жажду своей матери («Молитва трупам»). Задумываясь о причинах бесчисленных бед Индии, автор видит их в разобщенности индийцев. В поэме «Битва при Плесо» (1875) поэт, используя факты национальной истории, показывает, как разрозненность сил индийцев, стяжательство и продажность отдельных феодальных вельмож, привели к трагическому крушению независимости Бенгалии и установлению британского господства. Идейное содержание поэмы сводится к тому, что не военное преимущество англичан, не отсутствие мужества у индийцев стали причиной поражения, а отсутствие единства в индийских рядах. Теме единства посвящена поэтическая трилогия «Райботок» (1887), «Курукшетру» (1893) и «Пробхаш» (1896).
Автору также принадлежит новелла «Бханумоти», биографии Будды, Иисуса Христа, Клеопатры на бенгальском языке, автобиография в 5 томах «Моя жизнь».
Кроме того, он занимался переводами на бенгали. Наиболее известными являются «Маркандея-пурана» и «Бхагавадгита».
Ныне литературные произведения Набина Чандры Сена включены в курс бенгальской литературы, изучаются в школах, колледжах и вузах Бангладеш.

## Избранные произведения
Сборники поэзии
- Abakash Ranjani (1871)
- Palashir Juddha (1875)

Переводы поэзии
- Geeta
- Chandi

Новелла в стихах
- Bhanumot